# グランドマスター (マーベル・コミック)
グランドマスター（Grandmaster）、またはエン・ドゥイ・ガスト（En Dwi Gast）は、マーベル・コミックが出版するアメリカン・コミックスに登場するキャラクターである。グランドマスターは“エルダーズ・オブ・ジ・ユニバース”の一員であり、さまざまなメディアにおいてタニリーア・ティヴァン/コレクターの兄弟として描れている。

## 発行履歴
グランドマスターはロイ・トーマスとサル・ビュッセマによって創造され、1969年10月の 『アベンジャーズ』第69号で初登場した。

## キャラクター経歴
その正確な起源は不明だが、グランドマスターはビッグバンの後に進化した最初の知的種族の1つにして、宇宙で最も古い生き物の1つである。彼はかつて6つの“インフィニティ・ジェム”の1つである“マインド・ジェム”を所有していたが、サノスによって失うこととなった。彼は“コズミック・ゲーム”のプレーヤーで、2つのチームを互いに戦わせるゲームが好みであり、“スコードロン・シニスター”、マット・マードック/デアデビル、“ディフェンダーズ”、イースト及び“ウエスト・コースト・アベンジャーズ”、そしてマリブ・コミックスの“ウルトラフォース”、DCコミックスの“ジャスティス・リーグ”までを、ゲームキャラクターとして利用した。
グランドマスターは最初の登場で、スコードロン・シニスターを利用し、“アベンジャーズ”を利用してゲームに参戦した征服者カーンと対戦すると、彼にこのゲームで自分に勝てたらラヴォーナを復活させようと提案した。このゲームは、デイン・ウィットマン/ブラックナイトが介入したことでカーンとアベンジャーズが勝利したが、グランドマスターはウィットマンの参戦を反則とみなして、カーンを失格とした。グランドマスターは次のプライム・ムーバーとの試合ではディフェンダーズを利用した。
グランドマスターは後に兄弟であるティヴァン/コレクターの復活をかけたレディ・デスとのゲームに挑戦した。グランドマスターとデス双方ともに地球のヒーローをコズミック・ゲームのキャラクターとして利用し、グランドマスターは、自分が勝ったら二度と地球のヒーローを利用しないと約束し、勝利した。しかし、コレクター復活には他の人物の死亡が条件であることを知ったグランドマスターは、このゲームが不完全であると指摘。デスから代わりにアベンジャーズの命を使うことを提案されたが、彼は二度と彼らを操らないという約束を破ることを望まず、代わりにコレクターを復活させるために自分の命を犠牲にした。
コレクターがデスとのゲームを勝利したことで復活したグランドマスターは、レディ・デスを捕らえるために前述の約束に反してコレクターと協力し、毎年恒例の野球の試合を行っていたイースト・コースト及びウエスト・コースト・アベンジャーズを戦わせようと画策して見事に成功。グランドマスターは、デスにゲームへの更なる参加を強制させ、アベンジャーズと“リージョン・オブ・ジ・アンリビング”の戦いのゲームを開始した。その結果、アベンジャーズはスティーブ・ロジャース/キャプテン・アメリカとクリント・バートン/ホークアイを除くヒーロー全員が死んでしまう事態となったが、グランドマスターは自身から逃れたデスから彼女の死の世界から追放された。しかし、このことからグランドマスターはコレクターと共に不老不死となった。
それからグランドマスターらエルダーズはギャラクタスを殺し、宇宙を再起動しようと共謀した。エルダーズはギャラクタスとシルバーサーファーと戦ったが、グランドマスターを含む5人のエルダーがギャラクタスに捕らえられ、むさぼり食われた。しかし5人のエルダーは、ギャラクタスの体内で消化不良を引き起こさせ、マスター・オーダーとロード・カオスによってギャラクタスから追い出された。しばらくして、5人のエルダーはギャラクタスから逃れるために、インフィニティ・ジェムを使って非常に遠くまで旅した。
グランドマスターは、ロキが所有していたインフィニティ・ジェム”を収集するために“ウルトラバース”を旅した。そこでジェムを巡り、アベンジャーズとウルトラフォースを対戦させたが失敗した。
2004年、グランドマスターは、DCコミックスのスーパーヴィランのクローナから“マーベル・ユニバース”を救うために、アベンジャーズとジャスティス・リーグの会議を開催した後、彼らを互いに戦わせるクローナとのコズミック・ゲームに臨んだ。しかし紆余曲折の末、ファントム・ストレンジャーによって2組のヒーローチームと対峙することとなり、その後死亡した。だが、ユニバースが正常に戻るとグランドマスターは生き返り、メトロンとゲームをしていた。
グランドマスターはヘルムート・ジモ/バロン・ジモ率いる“サンダーボルツ”と戦う目的で、ドクター・スペクトラムとハイペリオンをメンバーとする新しいスコードロン・シニスターを結成。ジモが狙ういくつかの超次元エネルギー源である“ユニバーサル・ウェルスプリング”を破壊するためにシニスターを利用したが、最後のウェルスプリングを巡る戦いでジモに敗北した。回復したグラントマスターは、地球の支配のためにジモと戦ったが、地球の超人たちから貸し与えられた地球の全ての力を使ったジモには敵わず、頭を撃たれて倒された。

## パワー・スキル
グランドマスターは、ギャラクタスとイン＝ビトウィナーよりはかなり劣っているが、ビッグバンから残された放射線“パワー・プリモーディアル”を操る。そのため、老化、病気、毒、外傷の再生など、事実上不滅と言えるほどの生命力を持ち、飲食物だけでなく酸素がなくとも宇宙空間を生身で活動することができるほか、空中浮揚、コズミック・エネルギーのブラスト、空間と時間と次元を横断するテレポーテーション、身体のサイズの調整、超人的な速度で移動する存在との対話、惑星スケールでの物質の変換と再配置など、コズミック・エネルギーを利用してさまざまな効果を発揮し、さらに、他者に“死”を望ませたり、死者を文字通り「復活させる」ことができる。
そして宇宙全体でプレイされる何千ものコズミック・ゲームの膨大な知識や、10分の1秒以内に多様な確率計算し無数のデータを記憶もできる非常に超人的な頭脳と、通常の感覚では検出できない周囲のものを感知し、自身の高性能コンピュータとの精神的なリンクや宇宙船などの地球外装置にアクセスする脅威的な超感覚能力まで持ち合わせる。 

## MCU版
『マーベル・シネマティック・ユニバース』（MCU）では、ジェフ・ゴールドブラムが演じる。日本語吹替は大塚芳忠が担当。
本項では、“アース616”（正史の宇宙）におけるグランドマスターを軸に記述する。

### キャラクター像
惑星”サカール”を統治する不老不死の宇宙人。金色のローブと、光る銀色のロングパンツに身を包み、青で塗られた顎の知恵の印、ペディキュア、マニキュアが特徴的な初老の男性に見えるが、外宇宙とは時の流れが異なるサカールを築き上げた頃から一切歳をとっておらず、実年齢は数百万歳ほどである。タニリーア・ティヴァン/コレクターの兄にして、彼と同様に単調な話し方と仰々しいリアクションで振る舞う独裁者であり、ロキによれば「嗜好がおかしいが話は通じる男」らしく、浪費が大好きで、パーティールームで遊ぶことを趣味としている。自身に反逆した者は処刑したり、“服従ディスク”を埋め込んだ状態でバトルロイヤルでグラディエーターとして戦わせるなど非道なところもあるが、ソーが自分のことを“雷神（the God of Thunder）”と名乗っても“火花（Sparkles）”・“雷様（Load of Thunder）”と呼び続けたり、グラディエーター相手にジョークを口にしたりと、基本的にはユーモラスな気分屋で、ヴァルキリーを「最高のスクラッパー」、ハルクをバトルロイヤルにおける一番のお気に入りのチャンピオンと思い入れを持つ一面もある。
余興で“バトルロイヤル”を主催し、バトルの際には自ら前口上役も務める。

### 変異体
現在のところ、アース72124とアース29929にグランドマスターの変異体の存在が確認されており、基本的な人相と装いは正史のグランドマスターと同等である。
グランドマスター（アース72124）
“アース72124”におけるグランドマスター。性格も正史の彼と同等だが、パーティー・ソーの友人のパーティー・ピープルでもある。
グランドマスター（アース29929）
“アース29929”におけるグランドマスター。サカールの支配者である点は正史の彼と同等である。

### アイテム・コレクション
メルト・ステッキ（Melt Stick）
グランドマスターが反逆者の始末に使用する杖。充電セルを搭載した柄と液状化コイルで構成され、先端のオレンジ色の球体を押し当てられた者は、悪臭を放ちながら跡形も無く溶解してしまう。普段グランドマスターは、この杖を携行しておらず、使用する際に腹心のトパーズから手渡される形で保持する。
コモドール
グランドマスターの乱行パーティー用の小型レジャー宇宙船。
ライオット・コントロール・シップ
グランドマスターの警備隊が運用する暴徒鎮圧船。
ステイツマン
グランドマスターが所有していた巨大宇宙船。

### 宮殿
グランドマスターの邸宅である、超高層ビル。外壁には宇宙船の発着口のほか、バトルロイヤルの歴代チャンピオンたちの顔の像が縦に組み込まれており、内部には複数のパーティールームのほか、捕らえた者を拘束し、サカールとグランドマスターの歴史のホログラムを観せる座椅子、時空の輪の中に密封された奴隷たちの汚れた待機房、ハルクのスイートルーム、宇宙船の格納庫などがあり、サカーディアン・ガードが常駐している。
ハルクのスイートルーム
グランドマスターがハルクに与えた個室。外部から見てハルクの顔の像に当たる箇所に位置し、赤と白のツートンカラーの内壁が特徴の室内に、ハルクが仕留めた竜の頭蓋骨で作ったベッドや、いびつな石風呂、エクササイズ機器、酒瓶が置かれたミニバー、ハルク専用の武器などの家具や品々が散乱しており、出入り口は隔壁用のエナジー・シールドを貼る機能を有している。

### 各作品における描写
『ガーディアンズ・オブ・ギャラクシー:リミックス』
本作のエンドロールの中にのみカメオ出演でMCU初登場。エンディング曲であるパーラメントの『フラッシュ・ライト』に合わせて踊る姿を披露する。
『マイティ・ソー バトルロイヤル』
本作では、ヴィランの一人として登場。かつて地球から失踪したハルクをグラディエーターとして確保していたことが明かされた。
物語中盤で、サカールに落ち延びたロキと親しくなり、後日にヴァルキリーが捕らえて差し出してきたソーをハルクの挑戦者候補として買い取った。そしてソーとハルクのバトルロイヤルの際に、ロキたちと共に観戦するも、ハルクが反撃され始めると、彼の敗戦を防ぐためにソーを服従ディスクで気絶させ、ハルクを無理矢理勝利させた。
だが後に、ソーにハルクを連れ去られてしまい、サカールの住民たちに捜索を呼びかけ、ロキとヴァルキリーにも報酬金で2人の捕獲を依頼するも失敗。それに加えソーに解放されて革命を起こした元奴隷たちに追い詰められてしまった。
ソーたちの脱出後を描いたポストクレジット・シーンにおいて、サカールのスクラップ置き場にもたれ込み、居合わせたサカールの民たちに「自分が倒され役を見事にこなしたために革命が成功したのだ」と大ぼらを吹く。
『マーベル・ワンショット：“チーム・ソー”のその後』
『ホワット・イフ...?』
シーズン1
第7話
アース72124におけるグランドマスターが登場。
第8話
アース29929におけるグランドマスターが登場。突如、サカールに襲来したインフィニティ・ウルトロンのエネルギー波によって発生したサカールの滅亡に巻き込まれる。
シーズン2

## その他のメディア

### テレビアニメ
- 『Fantastic Four: World's Greatest Heroes』：第24話『Contest of Champions』に登場。フレンチ・ティックナーが声をあてた。
- 『スーパー・ヒーロー・ギャング』：シーズン2第32話『Whom Continuity Would Destroy!』に登場。ジョン・オハーリーが声をあてた。
- 『アルティメット・スパイダーマン』：シーズン3第78話『真のチャンピオン決定戦 パート4』に登場[26]。ジェフ・ベネットが声をあてた。
- 『ガーディアンズ・オブ・ギャラクシー』：シーズン1第4話『コンジャンクションの秘密』に登場。ジェイソン・スピサックが声をあてた[27]。

### アニメ映画
- 『超人ハルク: サカールの預言』：カメオ出演

### ゲーム
- 『Marvel Super Hero Squad: The Infinity Gauntlet』：敵キャラクターとして登場。ジョン・オハーリーが声をあてた。
- 『Marvel Super Heroes 3D: Grandmaster's Challenge』
- 『LEGO マーベル アベンジャーズ』：プレイヤーキャラクターとして登場。
- 『Marvel: Future Fight』：プレイヤーキャラクターとしての登場が発表されたが[28]、アップデートの結果、実現できなかった[29]。
- 『マーベル オールスターバトル』：ノンプレイヤーキャラクターとして登場。